# Submarine (film, 2010)
A Submarine egy 2010-es brit–amerikai dráma, amely az azonos címet viselő Joe Dunthorne regényből készült. Dunthorne ezzel a regénnyel robbant be a köztudatba. A walesi származású Dunthorne a regényíráson felül költészettel és újságírással is foglalkozik.
A filmet Richard Ayoade írta és rendezte, a főbb szerepekben láthatjuk Craig Roberts , Yasmine Paige, Sally Hawkins , Noah Taylor és Paddy Considine színészeket. A Submarine Ayoade első filmje.

## Tartalom
1986-ban járunk, mikor a 15 éves Swansea-ben élő Oliver Tate beleszeret Jordana nevű iskolatársnőjébe. Jordana titkos találkozókra hívja Olivert iskola után, és képeket készít magukról, amint csókolóznak, abban reménykedve, hogy ezzel a volt barátját féltékennyé tudja tenni. A terv bár balul sül el, Jordana Oliver barátnője lesz.
A helyzet otthon sem hoz sok megnyugvást Oliver számára, egyre inkább aggódni kezd szülei miatt. Az apja depresszióssá válik, a szomszédba költöző New Age-guru és annak barátnője pedig egyenesen megbotránkoztatják a fiatal Olivert, főleg miután világossá válik, hogy a szomszéd és Oliver anyja, Jill között volt valami annak idején. A kettejük közt zajló flört egyre jobban nyugtalanítja Oivert.
Oliver és Jordana kapcsolata egyre inkább elmélyül, amikor kiderül, hogy Jordana anyjának agytumora van. Jordana számít Oliverre, aki viszont úgy dönt, hogy megszakítja a kapcsolatot a lánnyal.
Eközben Oliver azt gyanítja, hogy anyjának viszonya van a szomszéd New Age guruval, Grahammel, és megpróbálja saját kezébe venni az irányítást, és rendbe hozni szülei házasságát. Szilveszter éjszakáján az anyja és Graham a tengerpartra mennek a többi városlakóval egyetemben, és míg Oliver őket keresi a parton, meglátja Jordánát egy másik fiúval. Összetört szívvel indul haza, és útközben legnagyobb balszerencséjére meglátja anyját és Grahamat, és a legrosszabbat feltételezi. Dühtől felbuzdulva betör Graham házába, lerészegedik, és vandalizmusban igyekszik levezetni a haragját. Mikor Graham hazaér, hazaviszi Olivert, és az ügy végül nem okoz nagyobb felfordulást. Másnap, mikor Oliver felébred, mindkét szülője a szobájában van vele, és egyikük sem haragszik, a házasságuk láthatóan kezd helyrejönni.
Oliver még sokáig szenved Jordana elvesztése miatt, míg nem egyik nap meglátja őt a parton, és odaszalad hozzá. Elmondja a lánynak, hogy miért tette, amit tett, és megtudja, Jordana azóta már szakított az előző barátjával. A film azzal zárul, hogy a két fiatal szereplő a tengerbe sétálnak mosolygó arccal.

## Szereplők
- Craig Roberts – Oliver Tate
- Yasmin Paige – Jordana Bevan
- Sally Hawkins – Jill Tate
- Noah Taylor – Lloyd Tate
- Paddy Considine – Graham Purvis
- Gemma Chan – Kim-Lin
- Steffan Rhodri – Mr. Davey
- Melanie Walters – Judie Bevan
- Ben Stiller – szappanopera szereplő

## Zene
A film zenéjét Alex Turner az Arctic Monkeys frontembere írta és adta is elő.

## Megjelenés
A film a 2010-es Torontói Nemzetközi Filmfesztiválon debütált 2010 szeptemberében. Általánosságban pozitív kritikákat kapott, és a Weinstein Company jelentette meg Észak-Amerikában.

## Fordítás
- Ez a szócikk részben vagy egészben  a   Submarine (2010 film) című angol Wikipédia-szócikk fordításán alapul.  Az eredeti cikk szerkesztőit annak laptörténete sorolja fel. Ez a jelzés csupán a megfogalmazás eredetét és a szerzői jogokat jelzi, nem szolgál a cikkben szereplő információk forrásmegjelöléseként.